# John Biscoe
John Biscoe (Inglaterra, Middlesex, 28 de junio de 1794 – 1843) fue un marino y explorador inglés que mandó la expedición que avistó por primera vez grandes zonas a lo largo de la costa de la Antártida, entre otras la Tierra de Enderby y la Tierra de Graham. La expedición también descubrió un gran número de islas en la vecindad de la Tierra de Graham, incluidas las islas Biscoe que recibieron ese nombre en su honor.

## Infancia y juventud
Biscoe nació en Enfield, Middlesex, Inglaterra. En marzo de 1812, con diecisiete años de edad, se incorporó a la Royal Navy y sirvió durante la guerra de 1812-15 contra los Estados Unidos. En el momento de licenciarse, en 1815, había alcanzado el rango de capitán. Posteriormente, navegó a bordo de algunos buques mercantes como capitán o primer oficial, en su mayoría en viajes hacia las Indias Occidentales e Indias Orientales.

## Expedición al océano Antártico (1830-33)
En 1830, la compañía ballenera Samuel Enderby & Sons, contrató a Biscoe como capitán del bergantín Tula y como jefe de la expedición para encontrar nuevos lugares de caza de focas en el océano Meridional, conocida como expedición al océano Antártico (en inglés, Southern Ocean Expedition). Acompañado por el barco Lively, zarparon de Londres y para diciembre habían llegado a las islas Shetland del Sur; siguieron navegando hacia el sur, atravesando el círculo polar antártico el 22 de enero de 1831, poniendo rumbo al este a llegar a los 60°S. 
Un mes más tarde, el 24 de febrero de 1831, la expedición avistó las cimas desnudas de las montañas tras el mar de hielo. Biscoe dedujo correctamente que formaban parte de un continente y bautizó la zona como Tierra de Enderby en honor de sus patrones. El 28 de febrero avistaron lo que Biscoe llamó cabo Ann; la montaña que había en la punta del cabo fue llamada más tarde monte Biscoe. Fue cartografiando la línea de costa que tenía a la vista, pero después de un mes dedicados a esa tarea, la salud de la tripulación comenzó a deteriorarse. La expedición zarpó hacia Australia, llegando a Hobart, Tasmania, en mayo, pero no antes de que dos miembros de la tripulación hubiesen muerto de escorbuto. 
La expedición invernó en Hobart antes de dirigirse hacia la Antártida de nuevo. El 15 de febrero de 1832, descubrió la isla Adelaida, y dos días más tarde las islas Biscoe. Además, cuatro días después, el 21 de febrero, descubrieron un litoral más extenso. De nuevo sospecharon que habían descubierto un continente, a esa zona, Biscoe la bautizó como Tierra de Graham, en honor del Primer Lord del Almirantazgo Sir James Graham. Biscoe desembarcó en la isla Anvers y afirmó haber avistado el continente de la Antártida.
Biscoe comenzó a cartografiar la nueva línea de costa que habían descubierto y en su travesía lograron, a finales de abril de 1832, convertirse en la tercera expedición, tras la de James Cook y Fabian von Bellingshausen, en circunnavegar el continente antártico. En el viaje de regreso a casa ocurrió un desastre que afectó a la expedición, ya que en julio el Lively nafragó en las islas Malvinas. La expedición regresó a Londres, no obstante, con seguridad a principios de 1833.
Además de explorar la costa de la Antártida, la expedición también intentó localizar las islas Aurora y las islas Nimrod. Se trataba de islas en el océano Austral que habían sido avistadas anteriormente por otros marinos, pero que durante bastante tiempo fueron declaradas islas fantasma al no haber sido avistadas de nuevo. 
En 1833, la compañía Enderby and Sons encargó de nuevo a Biscoe realizar otro viaje de exploración. Sin embargo renunció, debido probablemente a su mala salud. En su lugar se dedicó a navegar a las Indias Occidentales porque tenían un clima más cálido. Después navegó por aguas australianas.
John Biscoe murió en el mar en 1843, durante un viaje en el que llevaba a su familia desde Tasmania de vuelta a Inglaterra. Tenía 49 años.

## Honores
Además de las islas y las montañas a las que se le dio su nombre, el buque de investigación RRS John Biscoe, un buque de investigación, fue bautizado así en su honor.